# Ramogneta lamottei
Ramogneta lamottei är en kvalsterart som beskrevs av Karppinen 1966. Ramogneta lamottei ingår i släktet Ramogneta och familjen Machadobelbidae. Inga underarter finns listade i Catalogue of Life.